# Kvirik II. od Kahetije
Kvirik II. od Kahetije, gruz. კვირიკე II  (??? -  976.) je bio princ i korepiskop Kahetije u istočnoj Gruziji od 929. do 976. godine. Na prijestolje se uspeo po smrti svog oca Padle II.

## Duga vladavina
Većinu svoje duge vladavine proveo je u kontinuiranoj borbi protiv ekspanzionizma kraljeva Abhazije koji vladaju u većem dijelu zapadne i središnje Gruzije i usmjerene na osvajanje Kahetije. Uz pomoć buntovnih kahetskih plemića, Đuro II. čak uspjeva razrješiti Kvirika njegove kneževine u 930-ima.

### Leon III.
Kvirik II. uskoro obnavlja krunu u 957. i uspješno se odupire pokušajima Đurinog nasljednika Leona III. da dobije uporište u Kahetiji. Nakon Leonove smrti, za vrijeme jednog od njegovih prodora u Kahetiju (969.), Kvirik iskorištava dinastičke sukobe u Kraljevini Abhaziji kako bi vratio ponovno svoju punu vlast, pa čak i proširuje svoje posjede na zapad.

### Bagrat III.
Godine 976., Kvirik je napao Kartliju (središnja Gruzija), zauzima grad Upliscihe i zarobljava gruzijskog bagratidskog princa Bagrata, kojeg je njegov poočim David III. od Taoa namjeravao postaviti na prijestolje Kartlije i Abhazije. Kao odgovor, David je poslao vojsku da kazni Kvirika, protjera ga iz Kartlije i prisili ga da pusti Bagrata.

## Naslijednik
Naslijedio ga je sin David.